# رادنی مک‌گرودر
رادنی مک‌گرودر (انگلیسی: Rodney McGruder؛ زادهٔ ۲۹ ژوئیهٔ ۱۹۹۱) یک بازیکن بسکتبال اهل ایالات متحده آمریکا است.
وی سابقه بازی در تیم‌هایی همچون میامی هیت را در کارنامه دارد.